# EF Education-TIBCO-SVB
EF Education-TIBCO-SVB is een Amerikaanse voormalige wielerploeg voor vrouwen, die vanaf 2007 deel uitmaakte van het peloton en die vanaf 2022 de World Tour-status had. In het verleden heette het team Team Tibco en Team TIBCO - To The Top en van 2015 tot en met 2021 heette de ploeg Tibco - Silicon Valley Bank of afgekort Tibco-SVB. Bij de ploeg reden met name Amerikaanse, Canadese, Britse, Australische en Nieuw-Zeelandse rensters. De eerste Nederlandse renster bij de ploeg was Chantal Blaak in 2013, gevolgd door Nina Kessler en Rozanne Slik in 2019 en Eva Buurman in 2021.
In augustus 2023 werd bekend dat de ploeg na dit seizoen zal ophouden te bestaan. Oorzaak is het verdwijnen van de twee cosponsors Tibco Software en Silicon Valley Bank. De laatst genoemde ging in maart failliet en werd later overgenomen. Hoofdsponsor EF Education zal wel in het peloton blijven. De mannenploeg EF Education-EasyPost (die geheel los staat van de huidige vrouwenploeg EF Education-TIBCO-SVB) richtte in 2024 een eigen vrouwenploeg op, die actief is op continentaal niveau onder de naam EF Education-Cannondale. Stafleden mochten niet overstappen naar de nieuwe ploeg, de rensters wel, zo maakten onder andere Alison Jackson en Veronica Ewers maken de overstap.

## Bekende oud-rensters
Amerikanen:
- Kristabel Doebel-Hickok (2022-2023)
- Veronica Ewers (2021-2023)
- Kristen Faulkner (2020-2021)
- Megan Guarnier (2010-2011, 2019)
- Lauren Hall (2016)
- Clara Honsinger (2021-2023)
- Emma Langley (2021-2023)
- Amanda Miller (2010, 2013-2014)
- Emily Newsom (2018-2022)
- Shelley Olds (2013)
- Alison Powers (2011)
- Kendall Ryan (2011-2020)
- Samantha Schneider (2010-2014)
- Carmen Small (2011)
- Lauren Stephens (2013-2017, 2019-2023)
- Alison Tetrick (2009-2010)

Australiërs:
- Brodie Chapman (2018-2019)
- Jenelle Crooks (2020)
- Sarah Gigante (2020-2021)
- Shannon Malseed (2018-2020)
- Carlee Taylor (2011)
- Lizzie Williams (2018)

Canadezen:
- Lex Albrecht (2017-2019)
- Jasmin Glaesser (2013-2014)
- Alison Jackson (2018-2019)
- Joëlle Numainville (2011)
- Sara Poidevin (2022-2023)
- Magdeleine Vallieres (2022-2023)
- Tara Whitten (2011)

Nieuw-Zeelanders:
- Rushlee Buchanan (2008-2009, 2013)
- Emily Collins (2015-2016)
- Joanne Kiesanowski (2009-2016)

Nederlanders
- Femke Beuling (2023)
- Chantal Blaak (2013)
- Eva Buurman (2021)
- Nina Kessler (2019-2021)
- Rozanne Slik (2019)

Overig:
- Lizzy Banks (2022-2023)
- Letizia Borghesi (2022-2023)
- Nicolle Bruderer (2017-2020)
- Leah Dixon (2019-2021)
- Ingrid Drexel (2017-2019)
- Tanja Erath (2021-2022)
- Kathrin Hammes (2022-2023)
- Claudia Lichtenberg (2013)
- Flávia Oliveira (2007)
- Diana Peñuela (2020-2021)
- Valentina Scandolara (2018)
- Patricia Schwager (2014-2016)
- Omer Shapira (2022-2023)
- Eri Yonamine (2021)

## Galerij

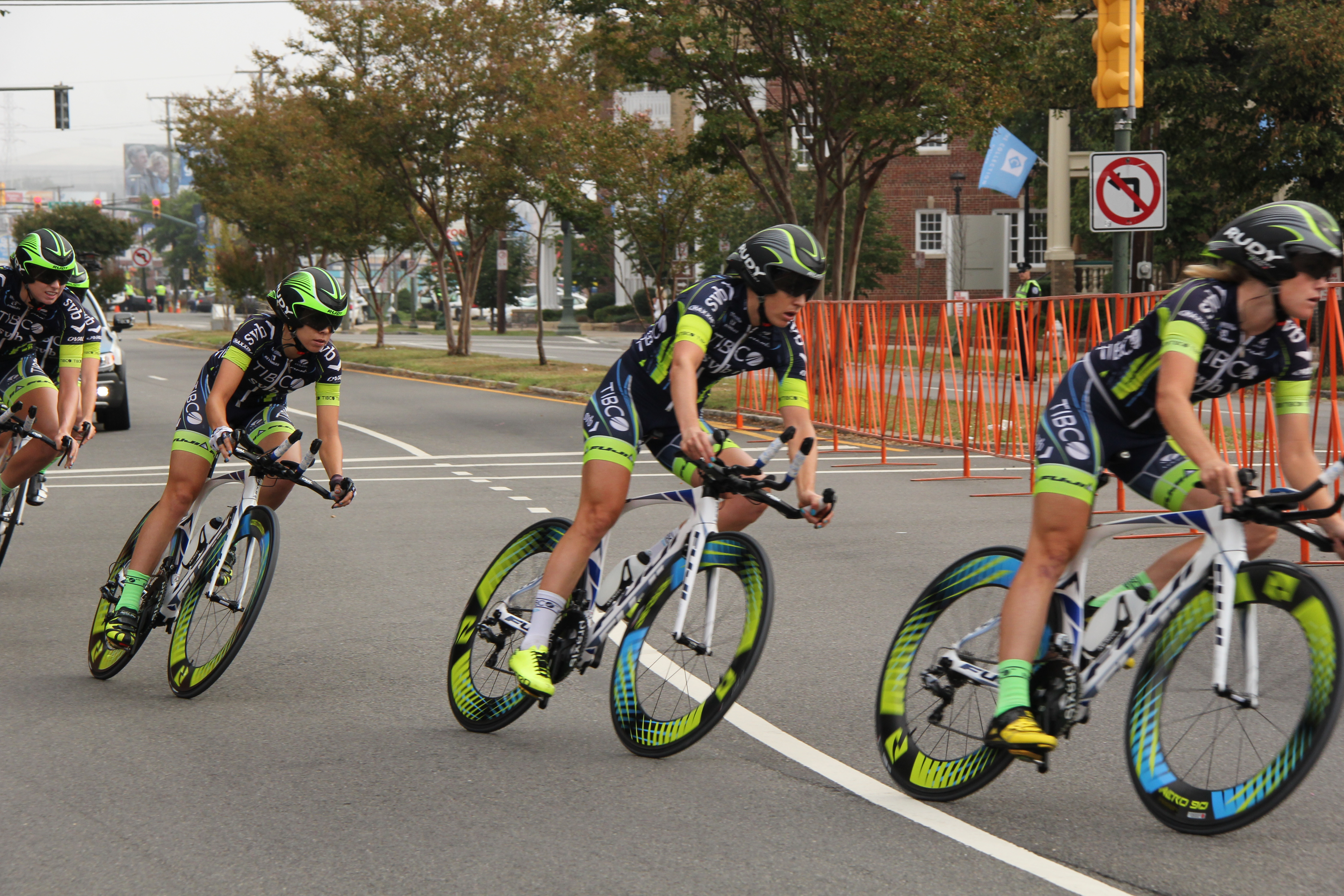
Ploegentijdrit op het WK 2015 in Richmond
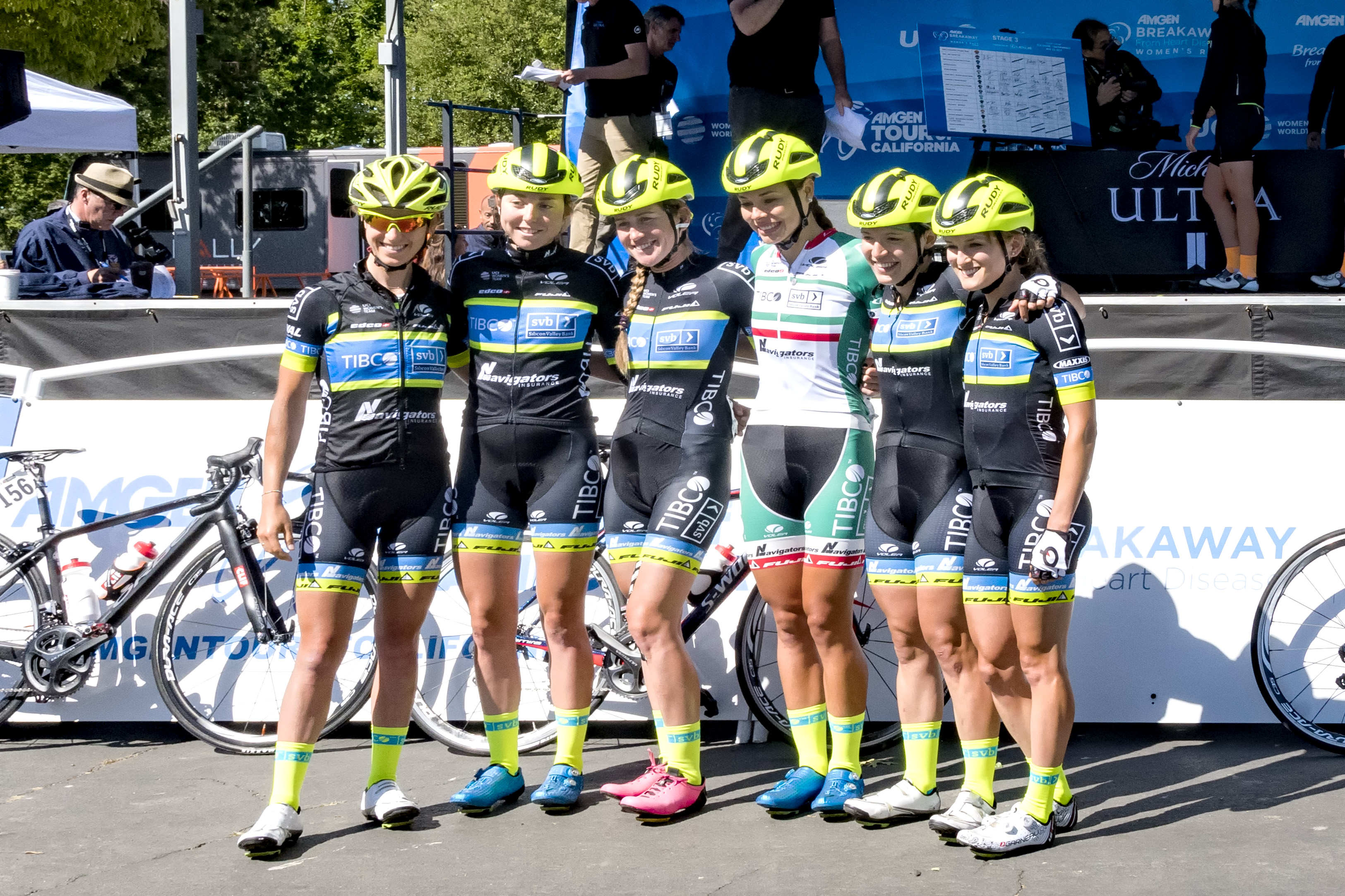
Het team in de Ronde van Californië 2017
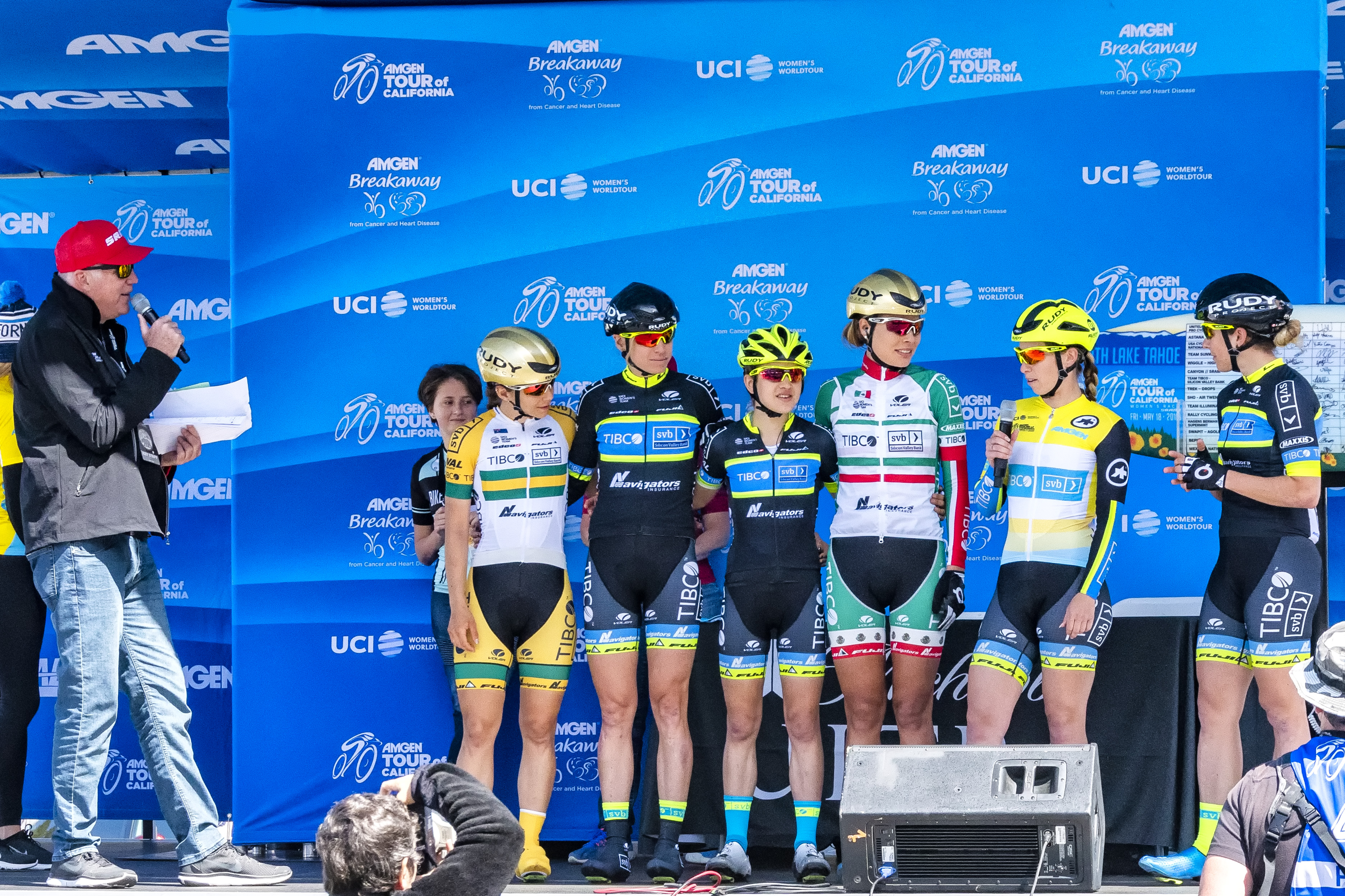
Het team in de Ronde van Californië 2018
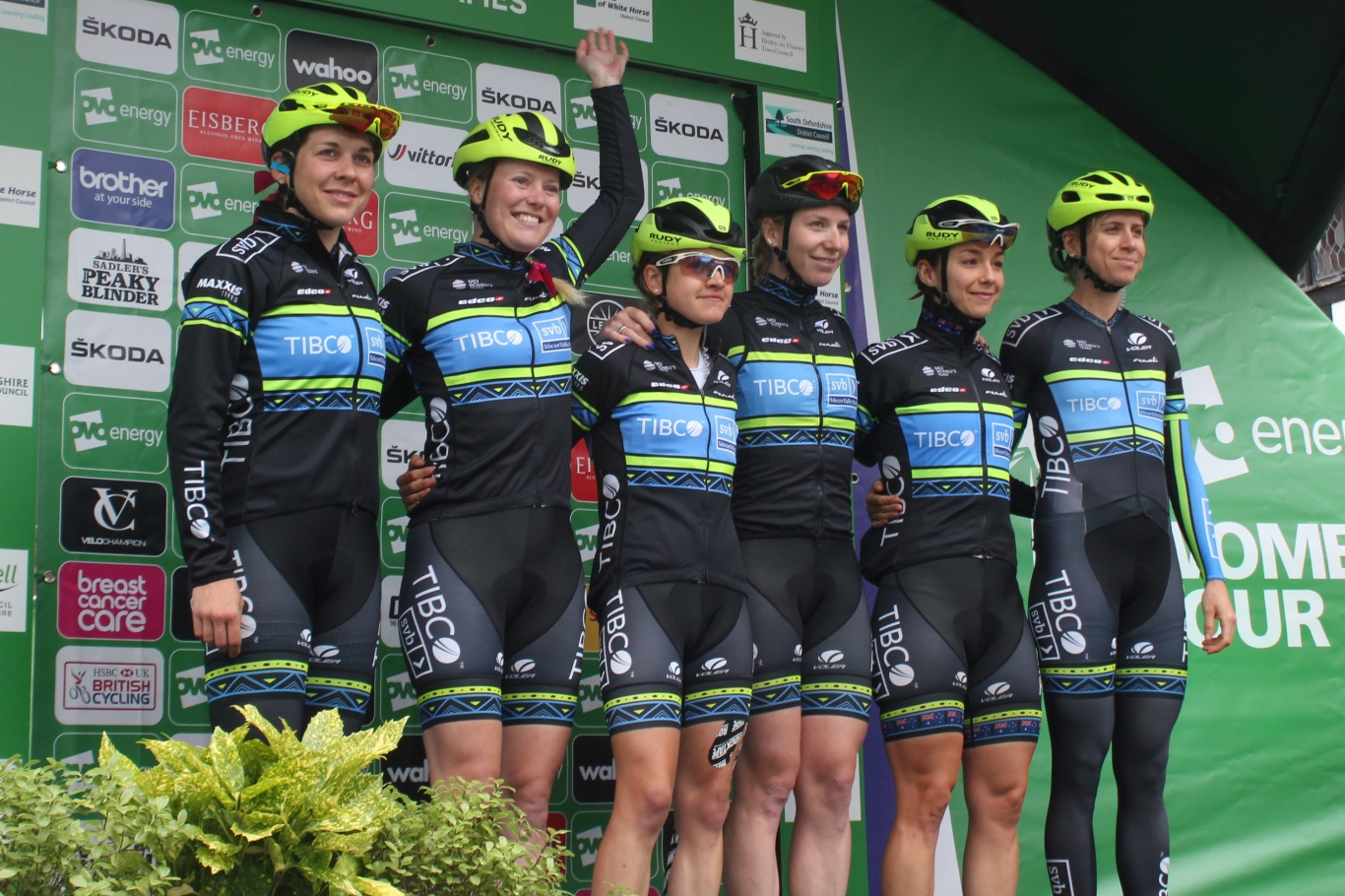
De ploeg in The Women's Tour 2019
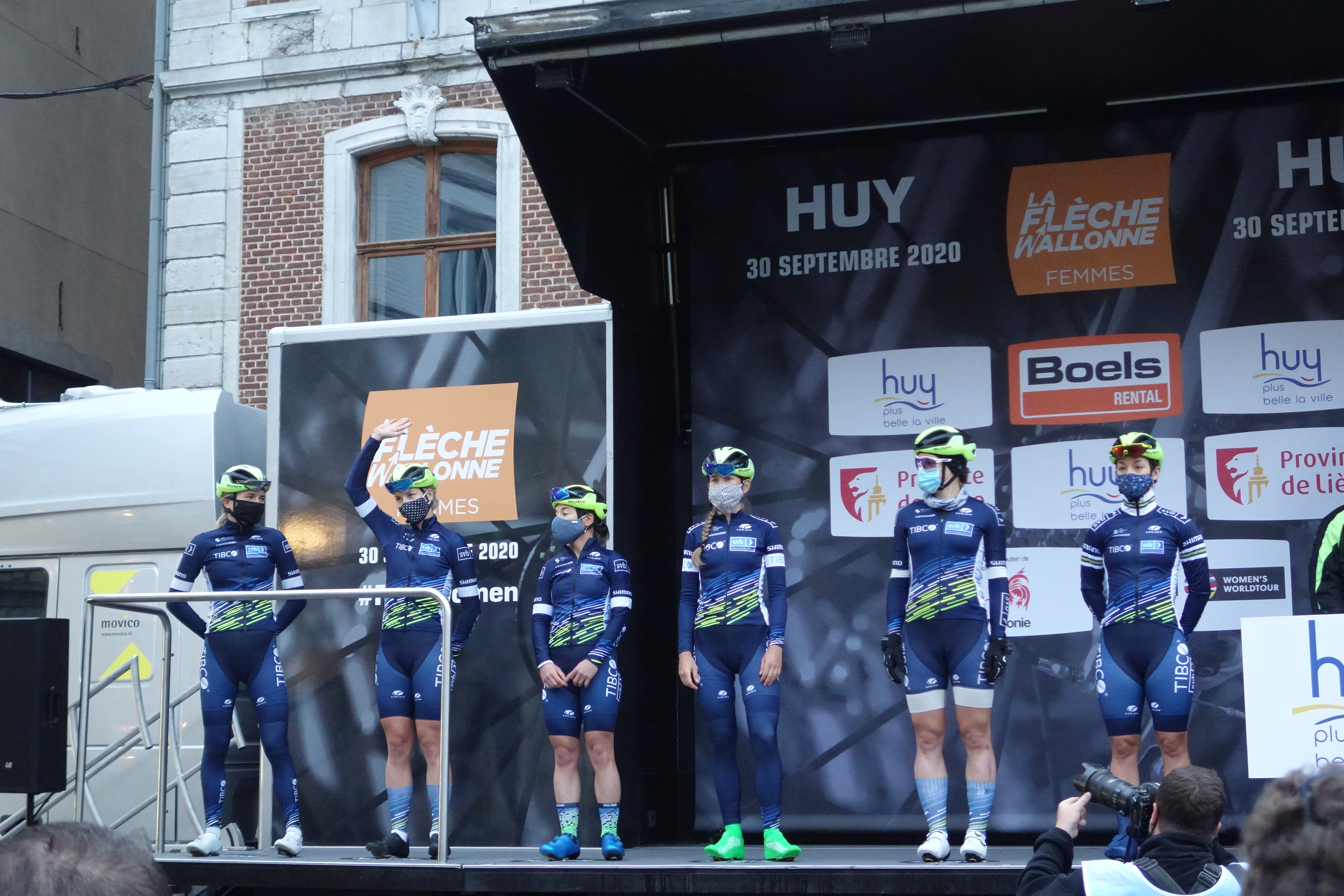
Start van de Waalse Pijl 2020
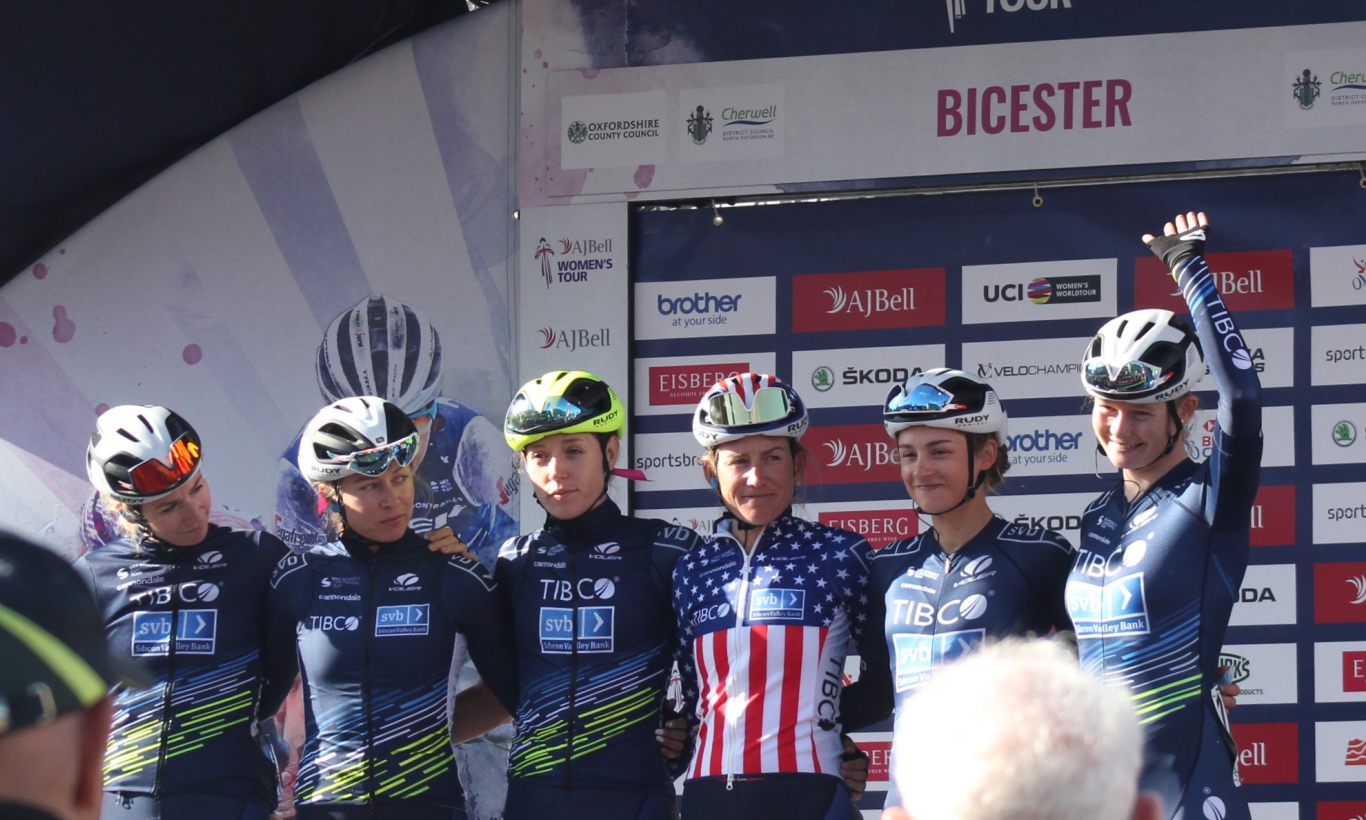
Het team in The Women's Tour 2021
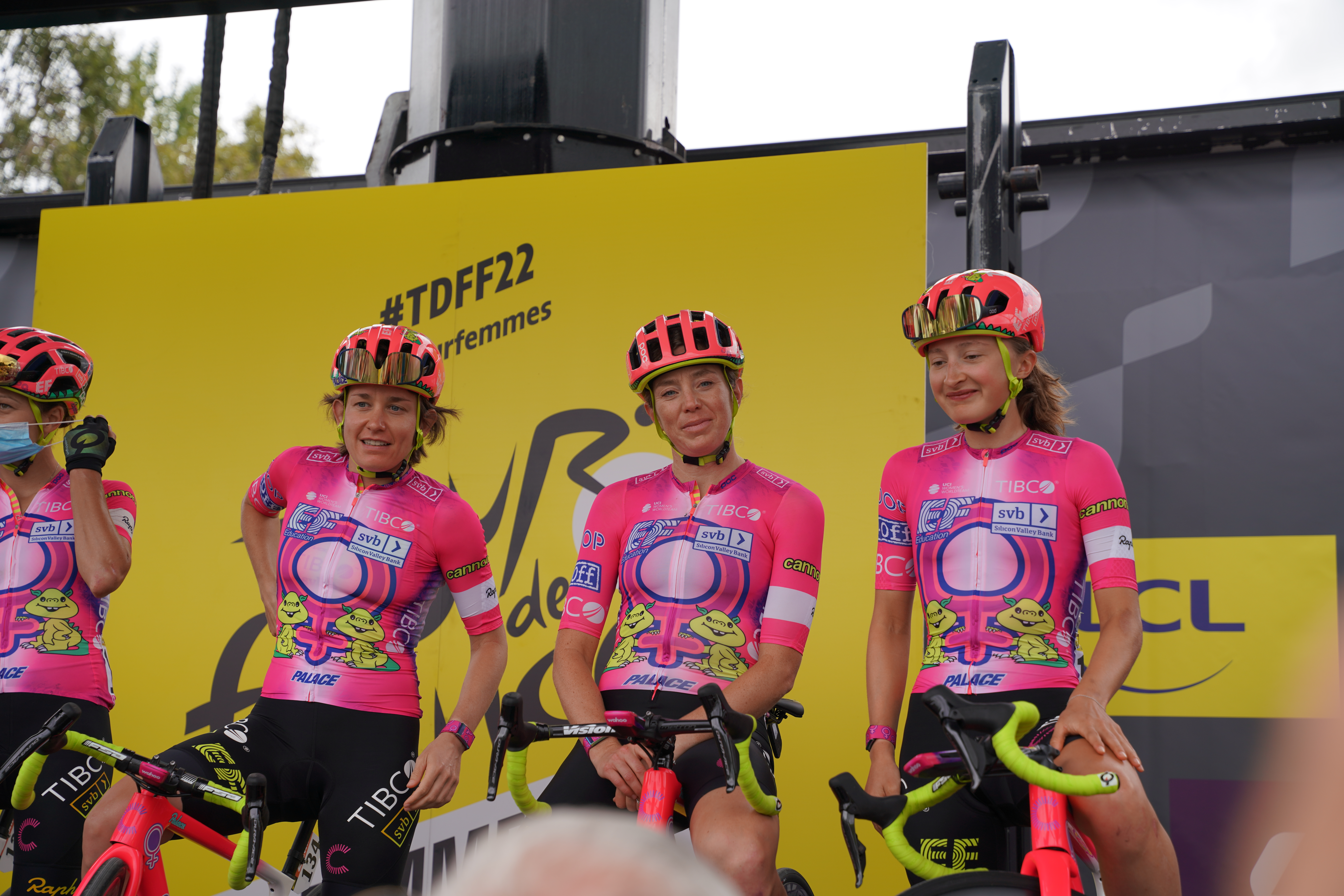
De ploeg in de Tour de France Femmes 2022
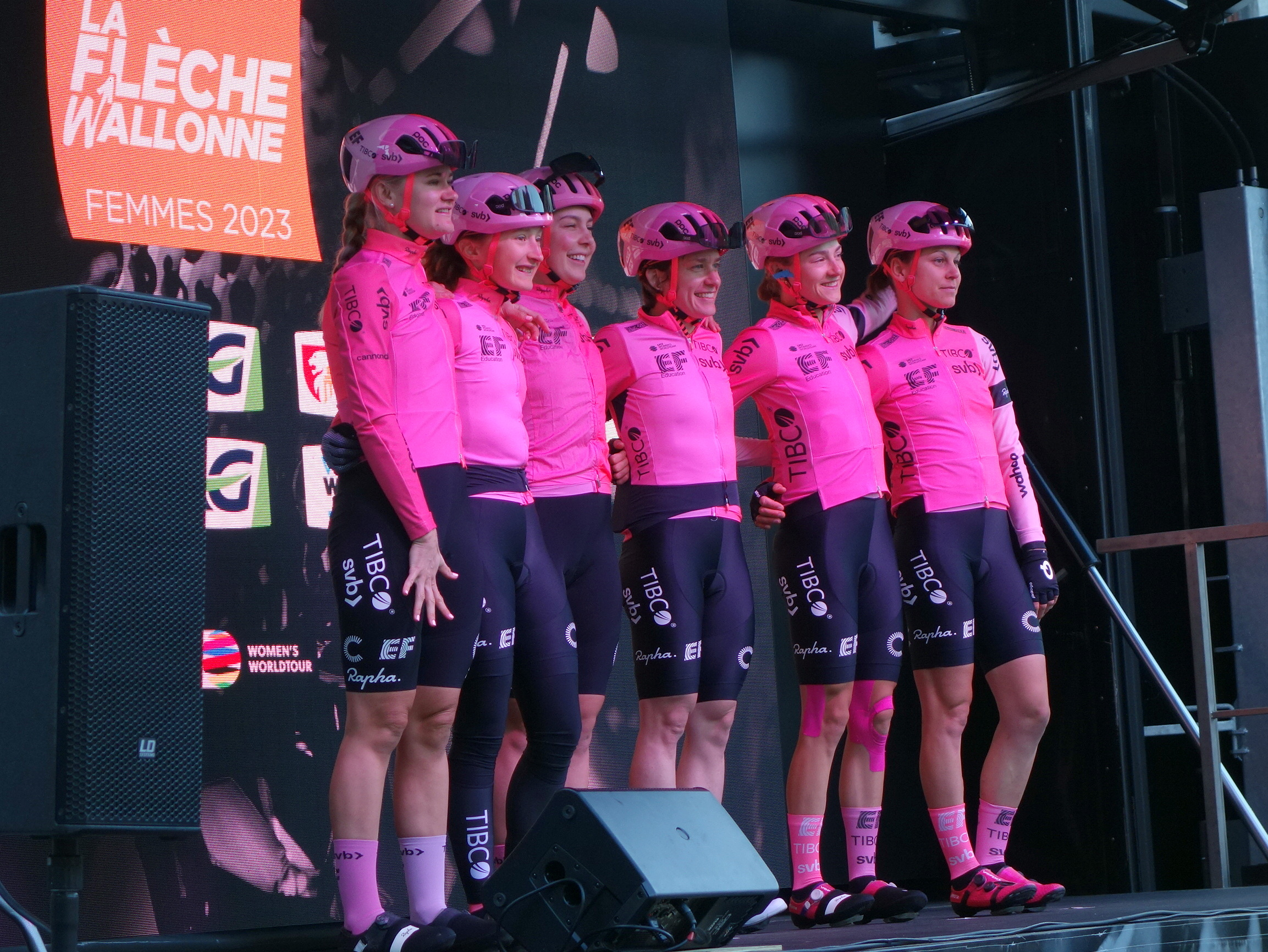
Start van de Waalse Pijl 2023

## Overwinningen

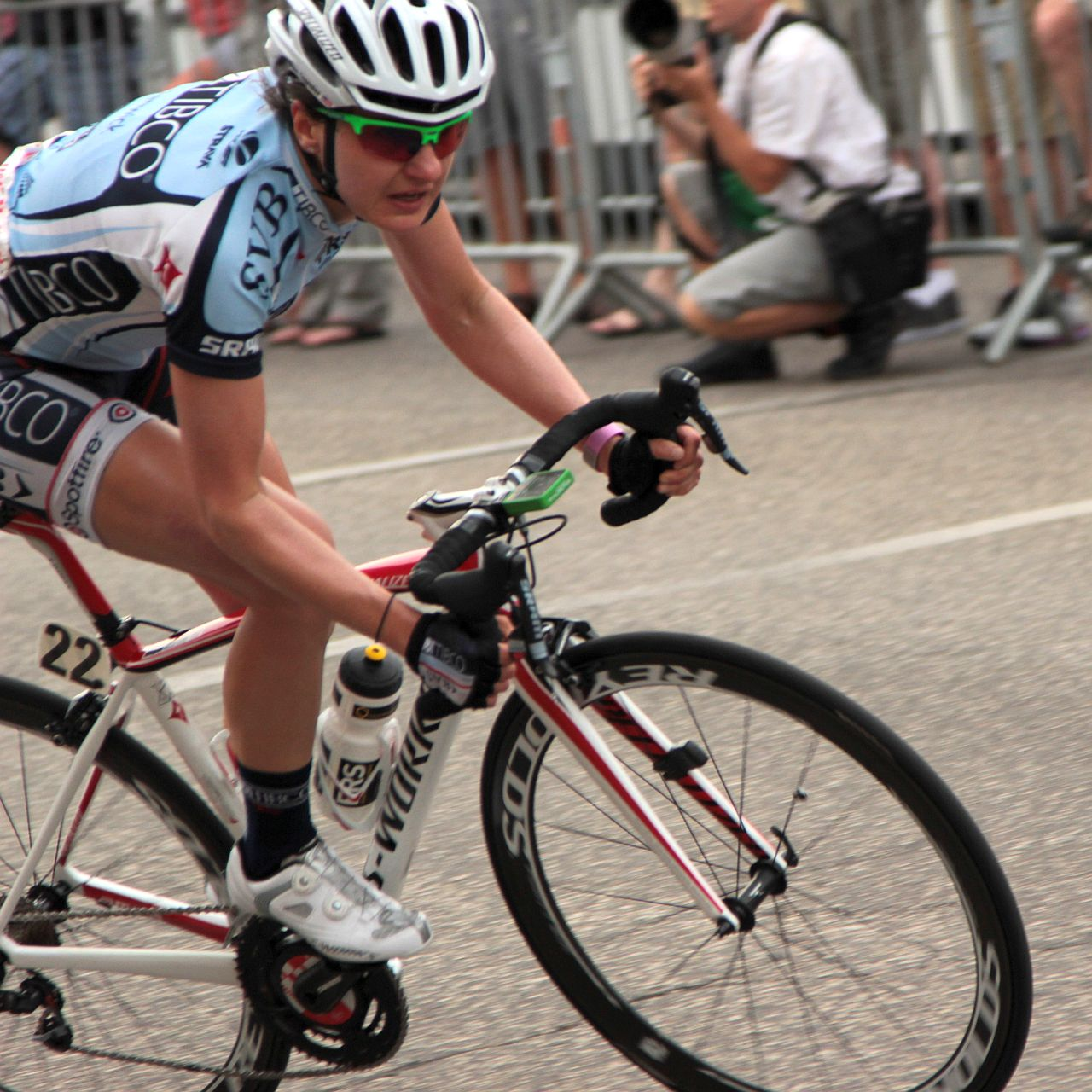
Megan Guarnier in 2012

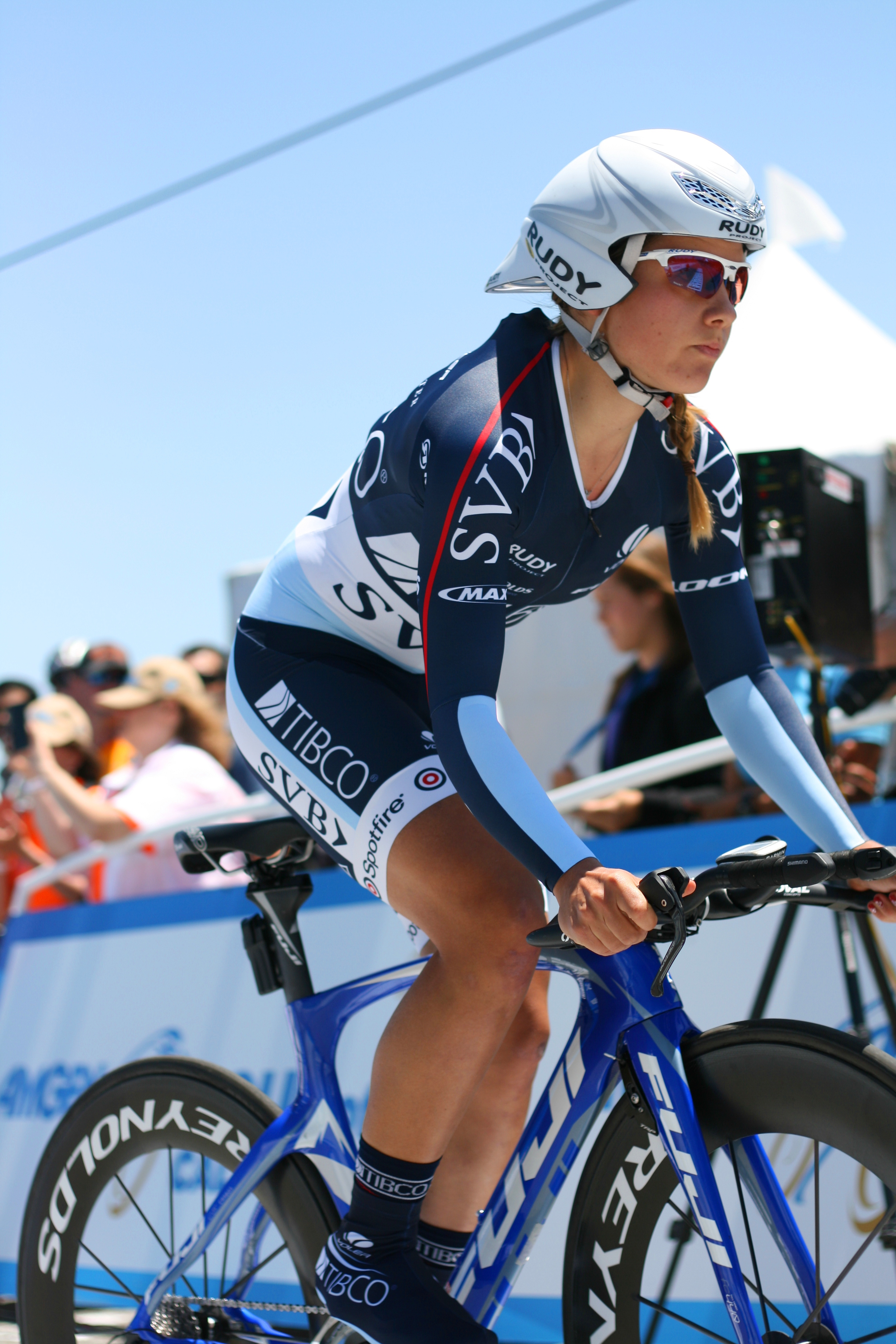
Jasmin Glaesser in 2013

2010
2e etappe (tijdrit) Tour de l'Ardèche, Ruth Corset
2011
Eindklassement Giro della Toscana, Megan Guarnier
2013
Eindklassement Joe Martin Stage Race, Claudia Lichtenberg
Eindklassement Giro della Toscana, Claudia Lichtenberg
2015
Eindklassement en 1e etappe Joe Martin Stage Race, Lauren Stephens
3e etappe (tijdrit) Ronde van de Gila, Lauren Stephens
2e etappe (tijdrit) Tour de l'Ardèche, Lauren Stephens
5e etappe Tour de l'Ardèche, Kristabel Doebel-Hickok
5e etappe Tour de Feminin - O cenu Českého Švýcarska, Kristabel Doebel-Hickok
2016
4e etappe (tijdrit) Tour de San Luis, Lauren Stephens
4e etappe Joe Martin Stage Race, Lauren Stephens
2017
2e etappe Ronde van de Gila, Lex Albrecht
2e etappe Ronde van Thüringen, Lex Albrecht
4e etappe (tijdrit) Ronde van Thüringen, Lauren Stephens
3e etappe (tijdrit) Tour de l'Ardèche, Lauren Stephens
Chrono Gatineau, Lauren Stephens
Winston Salem Classic, Lauren Stephens
2018
1e etappe Amgen Tour of California (WWT), Kendall Ryan
White Spot Delta, Kendall Ryan
2019
Eindklassement Ronde van de Gila, Brodie Chapman
1e en 5e etappe Ronde van de Gila, Brodie Chapman
2e etappe Joe Martin Stage Race, Shannon Malseed
2e etappe Women's Tour of Schotland, Alison Jackson
2e etappe Tour de Feminin - O cenu Českého Švýcarska, Brodie Chapman
White Spot Delta, Alison Jackson
2020
Eind- en puntenklassement Tour de l'Ardèche, Lauren Stephens
4e etappe Tour de l'Ardèche, Kristen Faulkner
2021
1e etappe Ladies Tour of Norway (WWT), Kristen Faulkner
2e etappe Joe Martin Stage Race, Emma Langley
3e etappe (tijdrit) Joe Martin Stage Race, Emma Langley
2022
zie EF Education-TIBCO-SVB/2022
2023
zie EF Education-TIBCO-SVB/2023

## Kampioenschappen

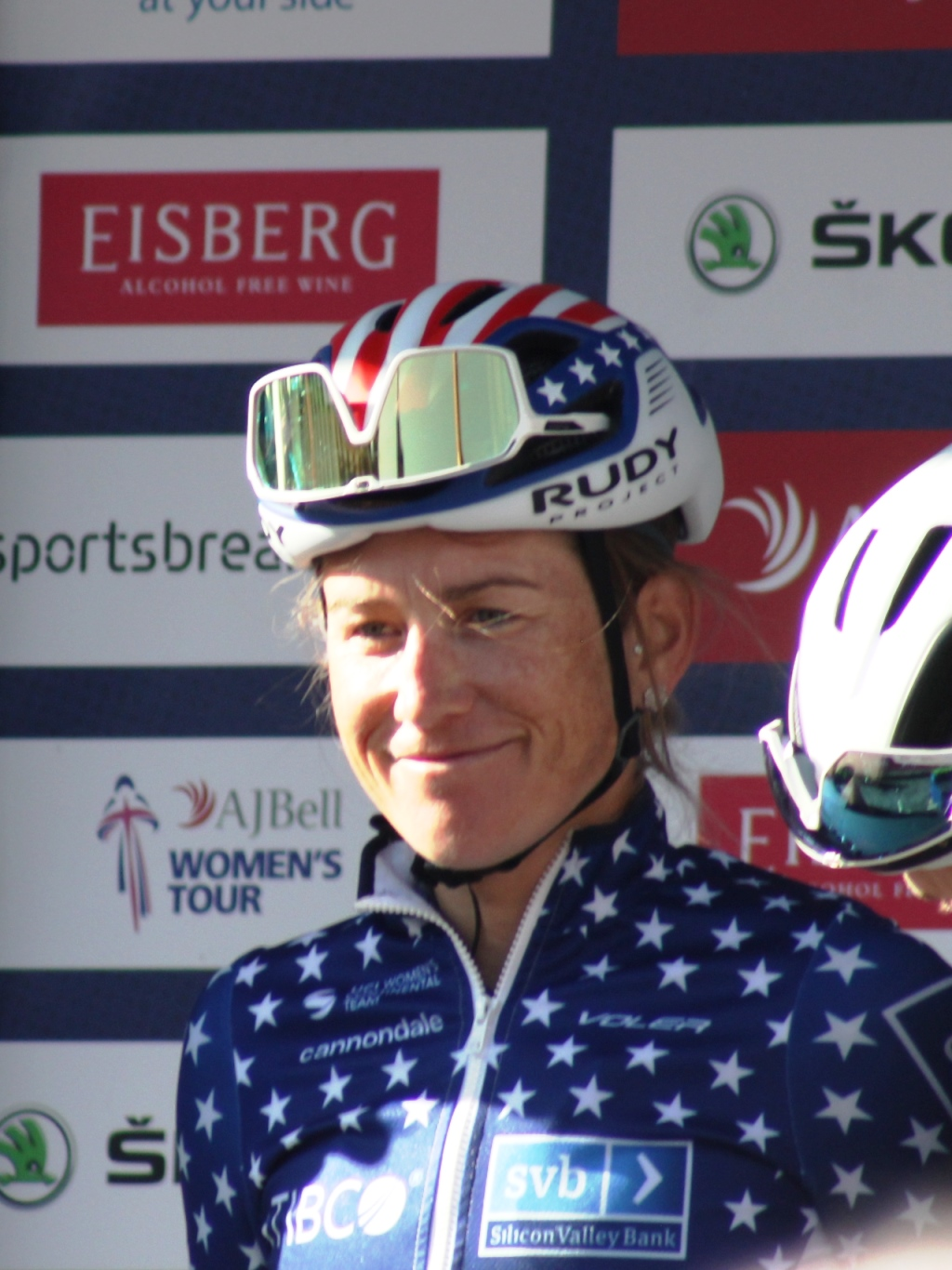
Lauren Stephens in 2021 in de Amerikaanse kampioenschapstrui

2010
 Australisch kampioenschap op de weg, Ruth Corset
2011
 Wereldkampioenschappen baanwielrennen (omnium), Tara Whitten
 Canadees kampioenschap op de baan (omnium), Tara Whitten
2012
 Amerikaans kampioenschap op de weg, Megan Guarnier
 Amerikaans kampioenschap op de baan (achtervolging), Lauren Hall
2015
 Amerikaans criteriumkampioenschap, Kendall Ryan
2017
 Mexicaans kampioenschap op de weg, Ingrid Drexel
 Mexicaans kampioenschap tijdrijden, Ingrid Drexel
 Guatemalees kampioenschap op de weg, Nicolle Bruderer
 Guatemalees kampioenschap tijdrijden, Nicolle Bruderer
2018
 Australisch kampioenschap op de weg, Shannon Malseed
 Mexicaans kampioenschap tijdrijden, Ingrid Drexel
 Guatemalees kampioenschap tijdrijden, Nicolle Bruderer
2019
Oceanisch kampioenschap op de weg, Sharlotte Lucas
2020
 Australisch kampioenschap tijdrijden, Sarah Gigante
2021
 Australisch kampioenschap tijdrijden, Sarah Gigante
 Amerikaans kampioenschap op de weg, Lauren Stephens
Albrecht · Bruderer · Buss · Drexel · Fischer · Hammes · Myers · Park · Ryan · Stephens · Tetrick · Walle
Albrecht · Bruderer · Buss · Chapman · Cobb · Drexel · Grant · Jackson · Malseed · Newsom · Ryan · Scandolara · Tetrick · Williams
Albrecht · Bruderer · Chapman · Cobb · Dixon · Drexel · Guarnier · Jackson · Kessler · Lucas · Malseed · Marcolini · Newsom · Ryan · Slik · Stephens
Bruderer · Clevenger · Crooks · Dixon · Faulkner · Gigante · Kessler · Lucas · Malseed · Newsom · Peñuela · Ryan · Stephens
Buurman · Dixon · Erath · Ewers · Faulkner · Frain · Gigante · Honsinger · Kessler · Langley · Newsom · Peñuela · Smith · Stephens · Ward · Yonamine
Bäckstedt (vanaf 1/8) · Banks · Borghesi · Erath · Doebel-Hickok · Ewers · Hammes · Honsinger · Langley · Newsom · Poidevin · Shapira · Smith · Stephens · Vallieres
Bäckstedt (tot 31/8) · Banks · Beuling (vanaf 20/4) · Borghesi · Doebel-Hickok · Ewers · Hammes · Honsinger · Jackson · Langley · Poidevin · Shapira · Smith · Stephens · Vallieres · Williams